# Turkmenistans Davis Cup-lag
Turkmenistans Davis Cup-lag styrs av Turkmenistans tennisförbund och representerar Turkmenistan i tennisturneringen Davis Cup. Turkmenistan debuterade i sammanhanget 2004 och förlorade alla matcher fram tills man 2007, efter 14 raka förluster, lyckades vinna mot Jordanien och Bahrain.